# Steve Awodey
Steven M. Awodey (/ˈaʊdi/ ; né en 1959) est un mathématicien et logicien américain. Il est professeur de philosophie et de mathématiques à l'université Carnegie-Mellon.

## Biographie
Awodey étudie les mathématiques et la philosophie à l'université de Marbourg et à l'université de Chicago. Il soutient son doctorat à Chicago sous la direction de Saunders Mac Lane en 1997. Ses recherches portent sur la théorie des catégories et la logique mais il écrit également sur la philosophie des mathématiques. Il est l'un des initiateurs du domaine de la théorie homotopique des types. En particulier, il est l'un des trois organisateurs principaux – avec Thierry Coquand et Vladimir Voïevodski – d'une année spéciale sur ce thème à l'Institute for Advanced Study de Princeton en 2012-2013.